# Centaurea paniculata
Espèce
Classification phylogénétique
La Centaurée à panicule, ou Centaurea paniculata, est une espèce de plante à fleurs du genre Centaurea et de la famille des astéracées.